# Stadion der Weltjugend
Stadion der Weltjugend – nieistniejący już wielofunkcyjny stadion w Berlinie, w Niemczech.

## Historia
Stadion został otwarty 20 maja 1950 roku po zaledwie czterech miesiącach budowy. Obiekt powstał na terenie wschodniego Berlina w miejscu dawnego Polizeistadion, zniszczonego podczas II wojny światowej. Nową arenę nazwano wówczas imieniem Waltera Ulbrichta (Walter-Ulbricht-Stadion), zwyczajowo zwany był on później również „Zickenwiese”. Niedługo po otwarciu przystąpiono do modernizacji stadionu, by przygotować go do goszczenia 3. edycji Światowego Festiwalu Młodzieży i Studentów w 1951 roku. Do roku 1961 na stadionie regularnie występowali piłkarze klubu SC Dynamo Berlin, później obiekt nie miał stałego gospodarza, ale lokalne kluby od czasu do czasu rozgrywały na nim swoje spotkania. W latach 1950 oraz 1975–1989 na stadionie rozgrywane były mecze finałowe piłkarskiego Pucharu NRD. Ponadto w latach 1954–1979 łącznie 13 spotkań rozegrała na obiekcie reprezentacja NRD. W 1973 roku po raz kolejny obiekt został zmodernizowany, tym razem przed 10. edycją Światowego Festiwalu Młodzieży i Studentów. Przy okazji został też przemianowany na Stadion der Weltjugend. Po modernizacji pojemność obiektu została zredukowana z 70 000 do 50 000 widzów. W połowie 1992 roku rozpoczęto rozbiórkę stadionu. Na jego miejscu planowano postawić halę sportową na 15 000 widzów. Berlin walczył wówczas o organizację Letnich Igrzysk Olimpijskich 2000, a nowa hala miała być jedną z olimpijskich aren. Organizację igrzysk przyznano jednak Sydney i planowana hala nie została wybudowana, w miejscu zlikwidowanego stadionu pozostawiono natomiast pustą przestrzeń. Dopiero w latach 2006–2019 na tym terenie wybudowano nową siedzibę Bundesnachrichtendienst.